# Thomas Simart
Thomas Simart, född den 9 oktober 1987, är en fransk kanotist.
Han tog bland annat VM-silver i C-1 200 meter i samband med sprintvärldsmästerskapen i kanotsport 2010 i Poznań.